# Schustergasse (Ljubljana)
Čevljarska ulica (Schustergasse)  ist der Name einer der ältesten und kleinsten Straßen am westlichen Ufer der Ljubljanica in der Altstadt von Ljubljana, der Hauptstadt von Slowenien. Benannt ist sie nach der nahe gelegenen Schusterbrücke.

## Geschichte
Bis 1515 lag die Straße im Süden des damaligen Ghettos von Ljubljana.
Die Straße ist bereits Anfang des 14. Jahrhunderts als Uferdamm (slowenisch Breg) bekannt.

## Lage
Die Straße verläuft von der Kreuzung Novi trg (Ljubljana) (Neumarkt) und Hribar-Damm nach Norden  bis zur Kreuzung Jurčičev trg und Židovska ulica.